# Cassaforma semi-rampante
La cassaforma semi-rampante è un tipo di cassaforma industrializzata che permette la costruzione di grandi opere in altezza: la cassaforma può essere traslata man mano che viene effettuata la gettata di calcestruzzo.
Per l'innalzamento delle casseforme viene utilizzata una gru che aggancia il cassero e lo trasla lungo la verticale. Il termine semi-rampante è dato appunto dal fatto che per l'innalzamento deve essere utilizzata la gru di cantiere. Questo sistema ha come vantaggi una velocità di costruzione notevole ed un ridotto impiego di materiali e di mezzi.
Le limitazioni di questo sistema sono, però, nell'utilizzo della gru (che non può essere sempre disposta in cantiere) e negli elevati costi, dati maggiormente dall'installazione delle gru e affitto delle casseforme semi-rampanti.